# Halldór Snorrason
 Halldór Snorrason  (født omkring 1015, død i slutningen af 11. århundrede) var en islandsk bonde. Han var søn af den islandske høvding Snorri Goði.
Halldór Snorrason er navnlig kendt som Harald Hårdrådes mest uforfærdede og tapre ledsager under hans ophold i Konstantinopel og på hans tog i Orienten og Syden. Halldór kom til Norge sammen med Harald og var i nogle år hans hirdmand. I længden kunne deres venskab dog ikke holde sig; dertil var Halldór alt for stivsindet og stolt. I 1051 kom det til fuldstændigt brud mellem dem, og Halldór tog til Island, hvor han bosatte sig på gården Hjarðarholt i det vestlige Island.